# Dilobura corticina
Dilobura corticina är en insektsart som först beskrevs av Hermann Burmeister 1835.  Dilobura corticina ingår i släktet Dilobura och familjen lyktstritar. Inga underarter finns listade i Catalogue of Life.